# نور السویدی
نور السویدی (زاده ۱۹۸۱ میلادی) هنرمند و کیوریتور اهل امارات متحده عربی است.

## زندگی‌نامه
السویدی در سال ۱۹۸۱ به دنیا آمد. و در ابوظبی بزرگ شد. سپس به مدرسه دولتی الخنساء در البوتین رفت. او سه خواهر و یک برادر دارد. واضح بود که او از سنین جوانی استعداد هنری داشت، استعدادی که مخصوصاً توسط پدرش پرورش یافت. او در سال ۲۰۰۴ با مدرک کارشناسی در هنر استودیو از دانشگاه آمریکایی و در سال ۲۰۰۹ از دانشگاه کینگستون با مدرک کارشناسی ارشد در مدیریت طراحی معاصر فارغ‌التحصیل شد. اولین فردی از خاورمیانه بود که در دوره کارشناسی ارشد خود تحصیل کرد. قبل از تحصیل در مقطع کارشناسی ارشد برای هلدینگ دبی کار می‌کرد. السویدی مدرس پاره وقت در کالج هنر و شرکت‌های خلاق در دانشگاه زاید در ابوظبی است و به عنوان متصدی هنر معاصر، در کارهای دیگر هنرمندان اماراتی تخصص دارد. او یکی از اعضای مؤسس اداره فرهنگی و هنری در دبی است. در سال ۲۰۱۷ او توسط موزه لوور ابوظبی دعوت شد تا دربارهٔ مدونا و کودک بلینی صحبت کند.
السویدی توضیح داده است که چگونه نقاشی‌های فیگوراتیو او می‌تواند منعکس کننده خوشنویسی عربی باشد. فعالیت هنری او بر روی کار در رنگ و کلاژ متمرکز است. در سال ۲۰۱۱ اثر او با من برهنه به عنوان بخشی از فروش گسترده‌تر هنر معاصر عرب، ایرانی و ترک در حراج کریستی فروخته شد. او در تعدادی از اقامتگاه‌های هنری در لندن، رم و برلین شرکت کرده است. در سال ۲۰۱۱ او اولین نمایشگاه انفرادی خود را در لندن در گالری خیابان کورک برگزار کرد که عنوان آن مانند مرجان ابرها را ایجاد می‌کنم، بود. تعدادی از آثار او در مجموعه بنیاد هنری بارجیل نگهداری می‌شود، از جمله نقاشی‌های منظره رنگ و رویاپردازان، و همچنین اثر مجسمه‌سازی سر.